# Bledius pallipes
Bledius pallipes är en skalbaggsart som först beskrevs av Johann Ludwig Christian Gravenhorst 1806.  Bledius pallipes ingår i släktet Bledius, och familjen kortvingar. Arten är reproducerande i Sverige.